# Túnel da Conceição
Der Túnel da Conceição ist ein Straßentunnel im Zentrum der brasilianischen Metropole Porto Alegre (Rio Grande do Sul). Er wurde 1972 eingeweiht und verbindet auf einer Länge von 400 Metern die Avenida Oswaldo Aranha mit der Avenida Presidente Castelo Branco.
Er besteht aus zwei Teilstücken zu einer Länge von 150 Metern und 250 Meter. Die unterirdische Fahrbahn ist vierspurig, je Spur 3,5 Meter breit, und einer oberirdischen Fahrbahn für beide Richtungen des Verkehrs. Durch den Tunnel mit einer Höhe von 4,3 Meter wird insbesondere der innerstädtische Verkehr vom Busverkehr entlastet.
2010 wurden Erneuerungsarbeiten begonnen in Hinblick auf die Fußballweltmeisterschaft 2014.